# جيم غينتايل
جيم غينتايل (بالإنجليزية: Jim Gentile)‏ هو لاعب كرة قاعدة أمريكي، ولد في 3 يونيو 1934 في سان فرانسيسكو في الولايات المتحدة.

## وصلات خارجية
- جيم غينتايل على موقع الدوري الياباني لكرة القاعدة (الإنجليزية)
- جيم غينتايل على موقعبيزبول رفرنس.كوم (الدوري الرئيسي) (الإنجليزية)
- جيم غينتايل على موقعبيزبول رفرنس.كوم (الدوري الثانوي) (الإنجليزية)
- جيم غينتايل على موقع إي إس بي إن.كوم (أم.أل.بي) (الإنجليزية)
- جيم غينتايل على موقع مشجعي الرسوم البيانية (الإنجليزية)